# FORE!
『FORE!』は、アメリカ合衆国のロック・グループのヒューイ・ルイス&ザ・ニュースのアルバム。1986年9月1日に日米同時リリースされた。
日本盤とUK盤のみ8曲目に映画『バック・トゥ・ザ・フューチャー』（1985年）の主題歌の「パワー・オブ・ラヴ」が収録されている。
メンバー初で、アルバム・曲ともに全米1位を記録した唯一のアルバムである。No.1はトラック1,2,8と3曲も1位が出ている。
アルバムの表紙のメンバーが6人で立っているところは、カリフォルニア州ミルバレーにあるタマルペイス高校という学校で撮影された。ちなみにこの高校は、ヒューイ・ルイス、ショーン・ホッパー、ビル・ギブソン、マリオ・シポリナの4人が卒業したところである。
日本のオリコンチャートでは、1986年10月27日付アルバムチャートで1位を獲得している。オリコン洋楽アルバムチャートでは1986年10月27日付から3週連続1位を獲得した。

## 曲目
1. ジェイコブズ・ラダー Jacob's Ladder (B.ホーンズビィ/J.ホーンズビィ)-3:32
2. スタック・ウィズ・ユー Stuck With You (コーラ/ルイス)-4:27
3. ホール・ロッタ・ラヴィン Whole Lotta Lovin (コーラ/ルイス)-3:30
4. すべてを君に Doin' It All For My Baby (コディー/デューク)-3:38
5. ヒップ・トゥ・ビー・スクエア Hip To Be Square (ギブソン/ホッパー/ルイス)-4:05
6. アイ・ノウ・ホワット・アイ・ライク I Know What I Like (ヘイズ/ルイス)-3:58
7. アイ・ネヴァー・ウォーク・アローン I Never Walk Alone (ネルソン)-3:43
8. パワー・オブ・ラヴ The Power Of Love (ヘイズ/ルイス/コーラ)-3:56
9. 愛しき人々 Forest For The Trees (フレッチャー/ギブソン/ルイス/ロギンス)-3:23
10. ナチュラリー Naturally (コーラ/ルイス)-2:53
11. シンプル・アズ・ザット Simple As That (クプカ/カスティロ/ビナー)-4:27

## チャート
アルバム - ビルボード (北アメリカ)
| Year | Chart         | Position |
| ---- | ------------- | -------- |
| 1987 | Billboard 200 | 1        |

シングル - ビルボード(北アメリカ)
| Year | Single                             | Chart                  | Position |
| ---- | ---------------------------------- | ---------------------- | -------- |
| 1986 | スタック・ウィズ・ユー             | The Billboard Hot 100  | 1        |
| 1986 | スタック・ウィズ・ユー             | Adult Contemporary     | 1        |
| 1986 | スタック・ウィズ・ユー             | Mainstream Rock Tracks | 2        |
| 1986 | ヒップ・トゥ・ビー・スクエア       | The Billboard Hot 100  | 3        |
| 1986 | ヒップ・トゥ・ビー・スクエア       | Adult Contemporary     | 20       |
| 1986 | ヒップ・トゥ・ビー・スクエア       | Mainstream Rock Tracks | 1        |
| 1986 | ジェイコブズ・ラダー               | Mainstream Rock Tracks | 10       |
| 1986 | アイ・ノウ・ホワット・アイ・ライク | Mainstream Rock Tracks | 25       |
| 1986 | ホール・ロッタ・ラヴィン           | Mainstream Rock Tracks | 38       |
| 1987 | ジェイコブズ・ラダー               | The Billboard Hot 100  | 1        |
| 1987 | ジェイコブズ・ラダー               | Adult Contemporary     | 17       |
| 1987 | ジェイコブズ・ラダー               | Mainstream Rock Tracks | 19       |
| 1987 | アイ・ノウ・ホワット・アイ・ライク | The Billboard Hot 100  | 9        |
| 1987 | アイ・ノウ・ホワット・アイ・ライク | Adult Contemporary     | 30       |
| 1987 | すべてを君に                       | The Billboard Hot 100  | 6        |
| 1987 | すべてを君に                       | Adult Contemporary     | 2        |